# Nils Duerinck
Nils Duerinck (Bélgica, 20 de marzo de 1984) es un atleta belga especializado en la prueba de 4x400 m, en la que consiguió ser medallista de bronce europeo en pista cubierta en 2011.

## Carrera deportiva
En el Campeonato Europeo de Atletismo en Pista Cubierta de 2011 ganó la medalla de bronce en los relevos de 4x400 metros, con un tiempo de 3:06.57 segundos, tras Francia y Reino Unido (plata).